# Acantholycosa sterneri
Acantholycosa sterneri là một loài nhện trong họ Lycosidae.
Loài này thuộc chi Acantholycosa. Acantholycosa sterneri được Yuri M. Marusik miêu tả năm 1993.